# Eichkögl
Eichkögl è un comune austriaco di 1 292 abitanti nel distretto di Südoststeiermark, in Stiria.